# ترنبای
ترنبای (به سوئدی: Törnby) یک منطقهٔ مسکونی در سوئد است که در اوپلاند واقع شده‌است.